# Internationaal treinverkeer (Nederland)
Dit artikel bevat een overzicht van internationaal treinverkeer vanuit Nederland.

Een overzicht van internationale treinen vanuit Nederland (2024)
Dikke lijn: hogesnelheidsdienst
Gestippelde lijn: nachttrein
Dunne lijn: overig

## Geschiedenis

### Naar België
Per december 2024 is de verbinding Amsterdam - Brussel versneld met 45 minuten tot iets meer dan twee uur, door het toevoegen van een nieuwe treinserie met zestien treinen per dag, de EuroCity Direct, die onderweg naar Amsterdam Zuid (in plaats van Amsterdam Centraal) enkel zal stoppen op Rotterdam Centraal en Antwerpen-Centraal. Deze trein rijdt van maandag tot en met zaterdag verder tot Almere en Lelystad. Het aantal treinen naar Brussel verdubbelt van 16 naar 32 per dag. De 16 overige treinen, die op tussengelegen Intercitystations stoppen, zullen enkel rijden op het het traject Brussel - Rotterdam.

### Naar Zwitserland / Italië
Van 1928 tot 1987 reed de Rheingold, een luxe dagtrein, van Hoek van Holland/Amsterdam door het Rijndal naar Zwitserland. Daarna reden er tot 2002 dagelijks twee EuroCity's, de Rembrandt naar Chur en de Berner Oberland naar Interlaken. Die tweede bleef vanaf 2002 alleen over. In 2004 werd hij vervangen door een dagelijkse ICE Amsterdam – Basel. Die trein reed tot en met 15 juli 2024, waarna er overdag geen rechtstreekse verbinding met Zwitserland overbleef.
Daarnaast reden er verschillende nachttreinen naar Zwitserland, minstens vanaf 1951 (vanaf 1953 verder naar Italië). Naar Italië werd die stopgezet in 2003, naar Zwitserland (Basel) in 2016. Sinds eind 2021 rijdt er opnieuw een nachttrein van Nightjet tussen Nederland en Zwitserland.

### Naar Tsjechië
Vanaf 25 maart 2024 rijdt de European Sleeper door naar Praag.

### Naar Duitsland
De Nederlandse Spoorwegen en Deutsche Bahn rijden een rechtstreekse trein tussen Amsterdam en München vanaf december 2024. De rit duurt ongeveer zeven uur en vervangt de verbinding van Amsterdam naar Basel die in de zomer van 2024 beëindigd is.

## Toekomst
Doordat reizen met de trein beschouwd wordt als duurzaam alternatief ten opzichte van de luchtvaart, zijn meerdere bedrijven bezig met het invoeren van internationale treinen om mensen te bewegen voor de trein in plaats van het vliegtuig te kiezen. Dit werpt zijn vruchten af, zo heeft  Eurostar Red en diens voorganger Thalys (Amsterdam – Parijs) ervoor gezorgd dat er tussen de 300.000 en 1,1 miljoen minder reizigers met het vliegtuig naar Parijs gingen in de periode van 2008 tot 2021.
Hieronder een, waarschijnlijk incomplete, lijst van toekomstplannen op het gebied van internationaal treinverkeer vanuit Nederland.
- In navolging op de vierde dagelijkse Eurostar in september 2022,[8] waren er in 2023 plannen om in 2024 een vijfde te laten rijden.[9]
- In 2026 komt er een treinverbinding tussen Coevorden en Bad Bentheim, met mogelijk later verlengingen naar Emmen en Rheine.[10]
- Vanaf december 2026 wordt de treinverbinding tussen Venlo en Hamm doorgetrokken tot aan Eindhoven, waardoor op het gehele traject een kwartier sneller en zonder overstap kan worden gereisd.[11][12]
- Er wordt een verbinding tussen Zwolle en Münster onderzocht en de NS onderzoekt een verbinding tussen de Randstad (mogelijk Den Haag) en Aken.[12] Arriva is hier ook mee bezig, maar dan met Eindhoven Centraal als beginstation. In het voorjaar van 2021 werd duidelijk dat het project niet kostendekkend zal zijn en pas vanaf 2030 mogelijk zou worden. De capaciteit van station Eindhoven Centraal is een beperkende factor.[13]
- Bestuurders in de noordelijke provincies, de NS en verschillende politieke partijen (CDA, CU, D66, PvdA, SGP, SP en VVD) pleiten voor de aanleg van de Lelylijn, om zo een hoogwaardige verbinding te creëren tussen de Randstad en Noord-Duitse steden als Bremen en Hamburg, via Noord-Nederland.[14][15] Het aanleggen van de Lelylijn is in december 2021 opgenomen in het regeerakkoord van kabinet-Rutte IV.[16] Het daaropvolgende kabinet-Schoof, dat aantrad in de zomer van 2024, heeft de Lelylijn tevens opgenomen in zijn hoofdlijnenakkoord.[17]
- De Wiederline zal worden doorgetrokken onder de naam Wunderline zodat in 2030 een betere treinverbinding ontstaat tussen Groningen en Bremen via Oldenburg met een reistijdwinst van ruim een half uur, wat de totale reis ruim 2 uur maakt.[18]
- Na 2030 zijn er mogelijkheden de reistijd van de Intercity Berlijn (Amsterdam – Berlijn) terug te brengen tot 5 uur.[12]
- Er wordt al lang gesproken over het doortrekken naar Roosendaal van een van de binnenlandse Belgische intercity's die NMBS naar Essen rijdt.[12]

## Lijst van treindiensten
De volgende treindiensten rijden vanuit Nederland naar het buitenland in de dienstregeling van 2024. Ze zijn gegroepeerd als Directe verbinding, Nachttrein en Overig, waarbij een treindienst een directe verbinding is als deze in het dienstregelingenoverzicht van de NS onder die naam gegroepeerd staat. Een nachttrein rijdt logischerwijs 's nachts en onder overig staan de andere internationale treindiensten. Dit overzicht is voor het laatst bijgewerkt op 25 juli 2024. Dienstregelingen kunnen geraadpleegd worden op de website van Deutsche Bahn.
| Treinserie                                 | Treinsoort                                 | Route | Route | Frequentie | Reisduur                                                                                      | Gem. snelheid (nuttig)                                                                        |
| Directe verbinding                         | Directe verbinding                         | Directe verbinding | Directe verbinding | Directe verbinding | Directe verbinding                                                                            | Directe verbinding                                                                            |
| ------------------------------------------ | ------------------------------------------ | --- | --- | --- | --------------------------------------------------------------------------------------------- | --------------------------------------------------------------------------------------------- |
| 120/220 ICE 78                             | Intercity-Express                          | Amsterdam Centraal – Arnhem Centraal – Duisburg Hbf – Düsseldorf Hbf – Frankfurt (Main) Flughafen Fernbf – Frankfurt (Main) Hbf | Amsterdam Centraal – Arnhem Centraal – Duisburg Hbf – Düsseldorf Hbf – Frankfurt (Main) Flughafen Fernbf – Frankfurt (Main) Hbf | Vertrekt meerdere keren per dag. | 3u 46min                                                                                      | 118 km/u (97 km/u)                                                                            |
| 140/240 IC 77                              | Intercity                                  | Amsterdam Centraal – Deventer – Bad Bentheim – Osnabrück Hbf – Hannover Hbf – Berlin Hbf – Berlin Ostbahnhof | Amsterdam Centraal – Deventer – Bad Bentheim – Osnabrück Hbf – Hannover Hbf – Berlin Hbf – Berlin Ostbahnhof | Vertrekt meerdere keren per dag. Ook wel Intercity Berlijn genoemd. | 6u 2min                                                                                       | 106 km/u (95 km/u)                                                                            |
| Eurostar 9100                              | Eurostar                                   | Amsterdam Centraal – Rotterdam Centraal – Brussel‑Zuid/Midi – London St Pancras International | Amsterdam Centraal – Rotterdam Centraal – Brussel‑Zuid/Midi – London St Pancras International | Vertrekt enkele keren per dag. | 3u 56min                                                                                      | 149 km/u (91 km/u)                                                                            |
| Eurostar 9300                              | Eurostar                                   | Amsterdam Centraal – Rotterdam Centraal – Antwerpen‑Centraal – Brussel‑Zuid/Midi – Paris Nord | Amsterdam Centraal – Rotterdam Centraal – Antwerpen‑Centraal – Brussel‑Zuid/Midi – Paris Nord | Vertrekt ongeveer ieder uur. | 3u 28min                                                                                      | 152 km/u (123 km/u)                                                                           |
| Eurostar 9900                              | Eurostar                                   | Amsterdam Centraal – Rotterdam Centraal – Antwerpen‑Centraal – Brussel‑Zuid/Midi – | Aéroport Charles‑de‑Gaulle 2 TGV – Marne-la-Vallée - Chessy | Vertrekt iedere ochtend op vrijdag, zaterdag en maandag. | 3u 53min                                                                                      | 136 km/u (108 km/u)                                                                           |
| Eurostar 9900                              | Eurostar                                   | Amsterdam Centraal – Rotterdam Centraal – Antwerpen‑Centraal – Brussel‑Zuid/Midi – | Bourg‑Saint‑Maurice | Vertrekt iedere zaterdagochtend van december tot maart (Eurostar Snow, voorheen Ski-Thalys of Thalys Sneeuw). | 9u 1min                                                                                       | 128 km/u (85 km/u)                                                                            |
| Eurostar 9900                              | Eurostar                                   | Amsterdam Centraal – Rotterdam Centraal – Antwerpen‑Centraal – Brussel‑Zuid/Midi – | Marseille Saint‑Charles | Tot 2024, reed 23 jaar lang. Vertrok iedere zaterdagochtend in juli en augustus (Eurostar Sun, voorheen Thalys Zon). | 7u 3min                                                                                       | 180 km/u (143 km/u)                                                                           |
| Nachttrein                                 |                                            | | | |                                                                                               |                                                                                               |
| NJ 403 NJ 60403                            | Nightjet                                   | Amsterdam Centraal – Arnhem Centraal – Düsseldorf Hbf – Frankfurt (Main) Hbf – Basel SBB – Zürich HB | Amsterdam Centraal – Arnhem Centraal – Düsseldorf Hbf – Frankfurt (Main) Hbf – Basel SBB – Zürich HB | Vertrekt iedere avond. Het intercity-gedeelte met enkel zitplaatsen rijdt als serie 60403. | 11u 37min                                                                                     | 78 km/u (53 km/u)                                                                             |
| NJ 40421                                   | Nightjet                                   | Amsterdam Centraal – Arnhem Centraal – Düsseldorf Hbf – Nürnberg Hbf – | Linz Hbf – Wien Hbf | Vertrekt iedere avond. Splitst te Neurenberg (Nürnberg). | 14u 17min                                                                                     | 85 km/u (66 km/u)                                                                             |
| NJ 421                                     | Nightjet                                   | Amsterdam Centraal – Arnhem Centraal – Düsseldorf Hbf – Nürnberg Hbf – | München Hbf – Innsbruck Hbf | Vertrekt iedere avond. Splitst te Neurenberg (Nürnberg). | 14u 14min                                                                                     | 76 km/u (52 km/u)                                                                             |
| GreenCityTrip                              | GreenCityTrip                              | Amsterdam Centraal – Utrecht Centraal – [ Kopenhagen – Malmö – Stockholm / Berlijn – Dresden – Praag / Salzburg – Linz – Wenen / Wenen – Boedapest ] | Amsterdam Centraal – Utrecht Centraal – [ Kopenhagen – Malmö – Stockholm / Berlijn – Dresden – Praag / Salzburg – Linz – Wenen / Wenen – Boedapest ] | Vertrekt afwisselend naar de verschillende bestemmingen. De exacte stations zijn niet bekend. | Vertrekt afwisselend naar de verschillende bestemmingen. De exacte stations zijn niet bekend. | Vertrekt afwisselend naar de verschillende bestemmingen. De exacte stations zijn niet bekend. |
| Alpen Express                              | Alpen Express                              | Den Haag HS – Leiden Centraal – Haarlem – Amsterdam Centraal – Utrecht Centraal – 's‑Hertogenbosch – Eindhoven Centraal – Venlo – Kufstein – Wörgl Hbf – | Jenbach – Innsbruck Hbf – Ötztal – Imst‑Pitztal – Landeck‑Zams – St. Anton am Arlberg – Langen am Arlberg – Bludenz | Vertrekt eenmalig 24 februari 2023. Splitst te Wörgl. | 19u 5min                                                                                      | 63 km/u (35 km/u)                                                                             |
| Alpen Express                              | Alpen Express                              | Den Haag HS – Leiden Centraal – Haarlem – Amsterdam Centraal – Utrecht Centraal – 's‑Hertogenbosch – Eindhoven Centraal – Venlo – Kufstein – Wörgl Hbf – | Westendorf – Kirchberg in Tirol – Kitzbühel – St. Johann in Tirol – Fieberbrunn – Saalfelden – Zell am See – Schwarzach‑St. Veit – St. Johann im Pongau – Bischofshofen | Vertrekt eenmalig 24 februari 2023. Splitst te Wörgl. | 17u 48min                                                                                     | 64 km/u (46 km/u)                                                                             |
| TUI Ski Express (TUI i.s.m. GreenCityTrip) | TUI Ski Express (TUI i.s.m. GreenCityTrip) | Amsterdam Centraal – Utrecht Centraal – Kufstein – Wörgl Hbf – | Jenbach – Innsbruck Hbf – Ötztal – Imst‑Pitztal – Landeck‑Zams – St. Anton am Arlberg – Langen am Arlberg – Bludenz | Vertrekt iedere vrijdag tot en met maart 2023 om 17.31 u. Splitst te Wörgl. | 18u 13min                                                                                     | 62 km/u (37 km/u)                                                                             |
| TUI Ski Express (TUI i.s.m. GreenCityTrip) | TUI Ski Express (TUI i.s.m. GreenCityTrip) | Amsterdam Centraal – Utrecht Centraal – Kufstein – Wörgl Hbf – | Westendorf – Kirchberg in Tirol – Kitzbühel – St. Johann in Tirol – Fieberbrunn – Saalfelden – Zell am See – Schwarzach‑St. Veit – St. Johann im Pongau – Bischofshofen | Vertrekt iedere vrijdag tot en met maart 2023 om 17.31 u. Splitst te Wörgl. | 16u 56min                                                                                     | 64 km/u (48 km/u)                                                                             |
| ES 450                                     | European Sleeper                           | Brussel‑Zuid/Midi – Rotterdam Centraal – Amsterdam Centraal – Deventer – Berlin Hbf – Dresden Hbf – Praha hl.n. | Brussel‑Zuid/Midi – Rotterdam Centraal – Amsterdam Centraal – Deventer – Berlin Hbf – Dresden Hbf – Praha hl.n. | Vertrekt driemaal per week 's avonds. | 15u 34min                                                                                     | 83 km/u (46 km/u)                                                                             |
| Overig                                     |                                            | | | |                                                                                               |                                                                                               |
| 2500 S 32                                  | Stoptrein / S-trein                        | Roosendaal – Essen – Wildert – Kalmthout – Kijkuit – Heide – Kapellen – Sint‑Mariaburg – Ekeren – Antwerpen‑Noorderdokken – Antwerpen‑Luchtbal – Antwerpen‑Centraal – Antwerpen‑Berchem – Antwerpen‑Zuid – Hoboken‑Polder – Hemiksem – Schelle – Niel – Boom – Ruisbroek‑Sauvegarde – Puurs                                                   | Roosendaal – Essen – Wildert – Kalmthout – Kijkuit – Heide – Kapellen – Sint‑Mariaburg – Ekeren – Antwerpen‑Noorderdokken – Antwerpen‑Luchtbal – Antwerpen‑Centraal – Antwerpen‑Berchem – Antwerpen‑Zuid – Hoboken‑Polder – Hemiksem – Schelle – Niel – Boom – Ruisbroek‑Sauvegarde – Puurs                                                   | Vertrekt 15 of 16 keer per dag, ieder uur van 7.21 tot 21.21 u. Doordeweeks ook om 6.21 u. Om 22.21 u. tot Antwerpen-Centraal, doordeweeks ook om 23.21 u. | 1u 32min                                                                                      | 42 km/u (35 km/u)                                                                             |
| 9200 IC 35                                 | Intercity direct / InterCity               | Amsterdam Centraal – Rotterdam Centraal – Antwerpen‑Centraal – Brussel‑Centraal – Brussel‑Zuid/Midi | Amsterdam Centraal – Rotterdam Centraal – Antwerpen‑Centraal – Brussel‑Centraal – Brussel‑Zuid/Midi | Vertrekt ieder uur. Ook wel Beneluxtrein of IC Brussel genoemd. | 2u 52min                                                                                      | 79 km/u (61 km/u)                                                                             |
| 18900 RE 18 S 43                           | Sneltrein / Regional-Express               | (Luik-Guillemins – Bressoux – Wezet – Eijsden – Maastricht Randwyck –) Maastricht – Meerssen – Valkenburg – Heerlen – Landgraaf – Eygelshoven Markt – Herzogenrath – Aachen West – Aachen Hbf | (Luik-Guillemins – Bressoux – Wezet – Eijsden – Maastricht Randwyck –) Maastricht – Meerssen – Valkenburg – Heerlen – Landgraaf – Eygelshoven Markt – Herzogenrath – Aachen West – Aachen Hbf | Vertrekt minimaal 32 keer per dag, ieder uur van 7.08 tot 0.17 u. Doordeweeks ook om 5.08 en 6.08 u., zaterdag ook om 6.08 u. Tussen Luik-Guillemins en Maastricht wordt 1x/uur gereden. Tussen Maastricht en Aachen wordt 2x/uur gereden. Ook wel Drielandentrein of LIMAX genoemd. | 1u 34min                                                                                      | 60 km/u (40 km/u)                                                                             |
| 20000 RE 19                                | Sneltrein / Regional-Express               | Arnhem Centraal – Zevenaar – Emmerich‑Elten – Emmerich – Praest – Millingen (b Rees) – Empel‑Rees – Haldern (Rheinl) – Mehrhoog – Wesel‑Feldmark – Wesel – Friedrichsfeld (Niederrhein) – Voerde (Niederrhein) – Dinslaken – Oberhausen‑Holten – Oberhausen‑Sterkrade – Oberhausen Hbf – Duisburg Hbf – Düsseldorf Flughafen – Düsseldorf Hbf | Arnhem Centraal – Zevenaar – Emmerich‑Elten – Emmerich – Praest – Millingen (b Rees) – Empel‑Rees – Haldern (Rheinl) – Mehrhoog – Wesel‑Feldmark – Wesel – Friedrichsfeld (Niederrhein) – Voerde (Niederrhein) – Dinslaken – Oberhausen‑Holten – Oberhausen‑Sterkrade – Oberhausen Hbf – Duisburg Hbf – Düsseldorf Flughafen – Düsseldorf Hbf | Vertrekt 16 keer per dag, ieder uur van 5.45 tot 20.45 u. Op zondag niet om 5.45 u. Om 21.45 en 22.45 u. tot Duisburg. | 1u 48min                                                                                      | 68 km/u (58 km/u)                                                                             |
| 20050 RE 13                                | Sneltrein / Regional-Express               | Venlo – Kaldenkirchen – Breyell – Boisheim – Dülken – Viersen – Mönchengladbach Hbf – Neuss Hbf – Düsseldorf‑Bilk – Düsseldorf Hbf – Wuppertal‑Vohwinkel – Wuppertal Hbf – Wuppertal‑Barmen – Wuppertal‑Oberbarmen – Schwelm – Ennepetal (Gevelsberg) – Hagen Hbf – Schwerte (Ruhr) – Holzwickede – Unna – Bönen – Hamm (Westf) Hbf           | Venlo – Kaldenkirchen – Breyell – Boisheim – Dülken – Viersen – Mönchengladbach Hbf – Neuss Hbf – Düsseldorf‑Bilk – Düsseldorf Hbf – Wuppertal‑Vohwinkel – Wuppertal Hbf – Wuppertal‑Barmen – Wuppertal‑Oberbarmen – Schwelm – Ennepetal (Gevelsberg) – Hagen Hbf – Schwerte (Ruhr) – Holzwickede – Unna – Bönen – Hamm (Westf) Hbf           | Vertrekt minimaal 12 keer per dag, ieder uur van 7.05 tot 18.05 u. Om 19.05 u. tot Hagen, om 20.05 en 21.05 u. tot Düsseldorf en om 22.05 u. tot Mönchengladbach. Van maandag t/m zaterdag ook om 5.05 en 6.05 u. Ook wel Maas-Wupper-Express genoemd.                               | 2u 29min                                                                                      | 65 km/u (48 km/u)                                                                             |
| 20100 RB 57 RS 6                           | Stoptrein / Regionalbahn                   | Groningen – Groningen Europapark – Kropswolde – Martenshoek – Hoogezand‑Sappemeer – Zuidbroek – Scheemda – Winschoten – Bad Nieuweschans – Weener – Leer | Groningen – Groningen Europapark – Kropswolde – Martenshoek – Hoogezand‑Sappemeer – Zuidbroek – Scheemda – Winschoten – Bad Nieuweschans – Weener – Leer | Vertrekt van maandag t/m vrijdag 18 keer per dag naar Weener, op zaterdag 17 keer en op zondag 16 keer. Ook wel Wiederline genoemd. | 1u 13min                                                                                      | 58 km/u (49 km/u)                                                                             |
| 20200 RB 64                                | Stoptrein / Regionalbahn                   | Enschede – Enschede De Eschmarke – Glanerbrug – Gronau (Westf) – Ochtrup – Metelen Land – Steinfurt‑Burgsteinfurt – Steinfurt‑Grottenkamp – Steinfurt‑Borghorst – Nordwalde – Altenberge – Münster‑Häger – Münster Zentrum Nord – Münster (Westf) Hbf                                                                                         | Enschede – Enschede De Eschmarke – Glanerbrug – Gronau (Westf) – Ochtrup – Metelen Land – Steinfurt‑Burgsteinfurt – Steinfurt‑Grottenkamp – Steinfurt‑Borghorst – Nordwalde – Altenberge – Münster‑Häger – Münster Zentrum Nord – Münster (Westf) Hbf                                                                                         | Vertrekt minimaal 15 keer per dag, ieder uur van 8.32 tot 22.32 u. Op maandag t/m zaterdag ook om 6.26 en 7.32 u. Om 23.32, 0.32 en 1.32 u. tot Gronau (vrijdag en zaterdag rijdt de trein van 23.32 u. wel door tot Münster (Westf) Hbf).                                           | 1u 12min                                                                                      | 54 km/u (49 km/u)                                                                             |
| 20250 RB 51                                | Stoptrein / Regionalbahn                   | Enschede – Enschede De Eschmarke – Glanerbrug – Gronau (Westf) – Epe (Westf) – Ahaus – Legden – Rosendahl‑Holtwick – Coesfeld (Westf) – Lette (Kr Coesfeld) – Dülmen – Lüdinghausen – Selm – Selm‑Beifang – Bork (Westf) – Lünen Hbf – Preußen – Dortmund‑Derne – Dortmund‑Kirchderne – Dortmund Hbf                                          | Enschede – Enschede De Eschmarke – Glanerbrug – Gronau (Westf) – Epe (Westf) – Ahaus – Legden – Rosendahl‑Holtwick – Coesfeld (Westf) – Lette (Kr Coesfeld) – Dülmen – Lüdinghausen – Selm – Selm‑Beifang – Bork (Westf) – Lünen Hbf – Preußen – Dortmund‑Derne – Dortmund‑Kirchderne – Dortmund Hbf                                          | Vertrekt minimaal 14 keer per dag, ieder uur van 8.02 tot 21.02 u. Doordeweeks ook om 5.56 en 6.56 u., op zaterdag om 7.02 u. Dagelijks om 22.02 en 23.02 u. tot Gronau. Ook wel Westmünsterlandbahn genoemd.                                                                        | 2u 5min                                                                                       | 51 km/u (42 km/u)                                                                             |
| 20350 RB 61                                | Stoptrein / Regionalbahn                   | Hengelo – Oldenzaal – Bad Bentheim – Schüttorf – Salzbergen – Rheine – Hörstel – Ibbenbüren‑Esch – Ibbenbüren – Ibbenbüren‑Laggenbeck – Osnabrück Altstadt – Osnabrück Hbf – Wissingen – Westerhausen – Melle – Bruchmühlen – Bünde (Westf) – Kirchlengern – Hiddenhausen‑Schweicheln – Herford – Brake (b Bielefeld) – Bielefeld Hbf         | Hengelo – Oldenzaal – Bad Bentheim – Schüttorf – Salzbergen – Rheine – Hörstel – Ibbenbüren‑Esch – Ibbenbüren – Ibbenbüren‑Laggenbeck – Osnabrück Altstadt – Osnabrück Hbf – Wissingen – Westerhausen – Melle – Bruchmühlen – Bünde (Westf) – Kirchlengern – Hiddenhausen‑Schweicheln – Herford – Brake (b Bielefeld) – Bielefeld Hbf         | Vertrekt minimaal 16 keer per dag, ieder uur van 7.34 tot 22.34 u. Vertrekt doordeweeks ook om 5.34 en 6.34 u. Op zaterdag ook om 6.34 u. Ook wel Wiehengebirgsbahn genoemd. | 2u 13min                                                                                      | 73 km/u (55 km/u)                                                                             |

* Vierkante haken geven alternatieve stations/trajecten aan die gescheiden worden door schuine strepen. Stations tussen ronde haken worden soms aangedaan.

## Galerij

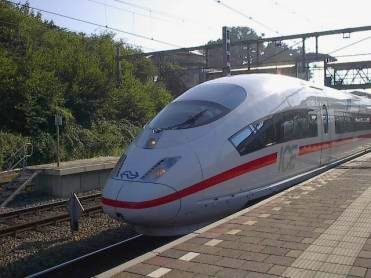
De Intercity-Express te station Arnhem Centraal
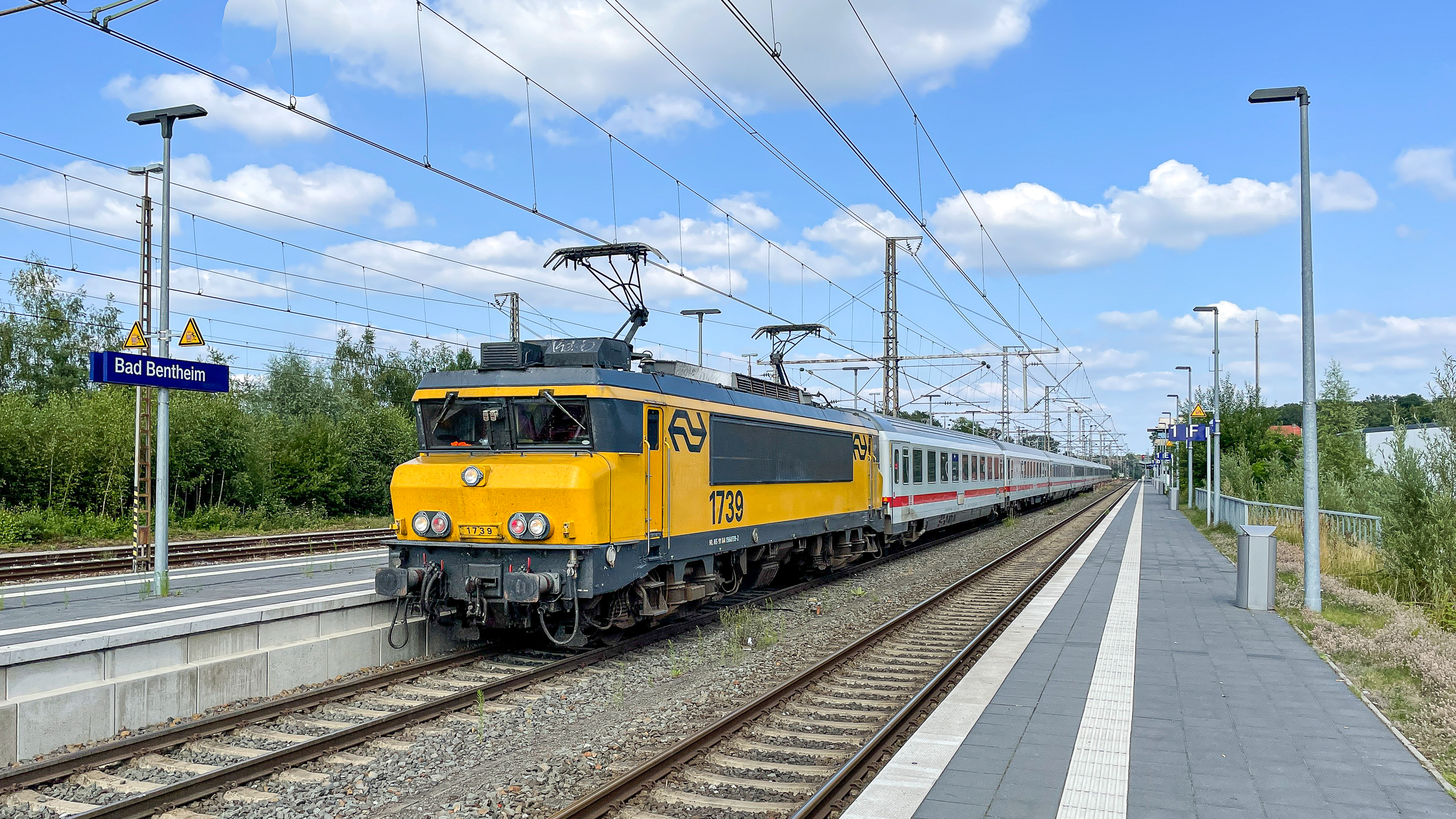
De Intercity Berlijn te station Bad Bentheim
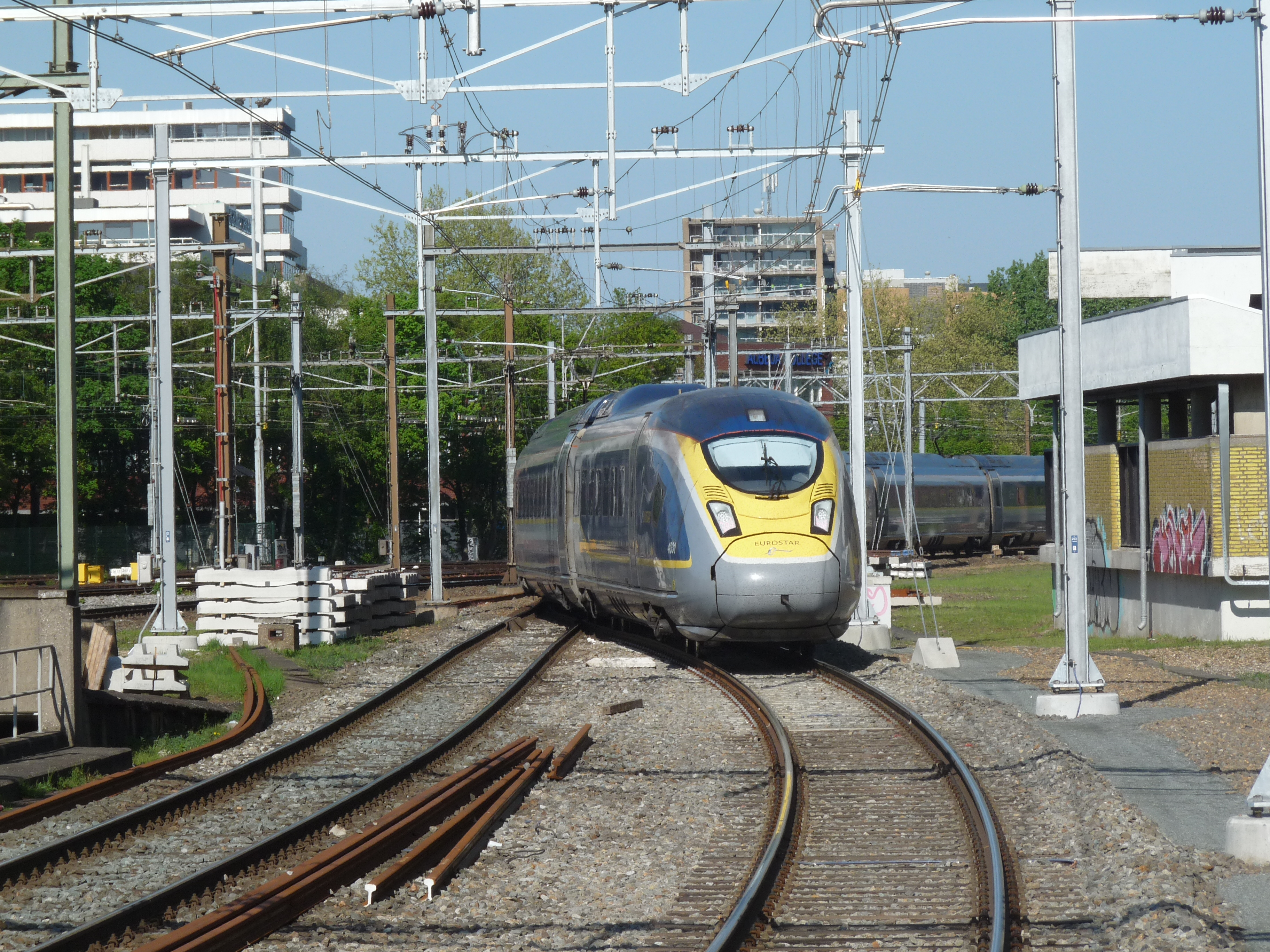
De Eurostar te Rotterdam
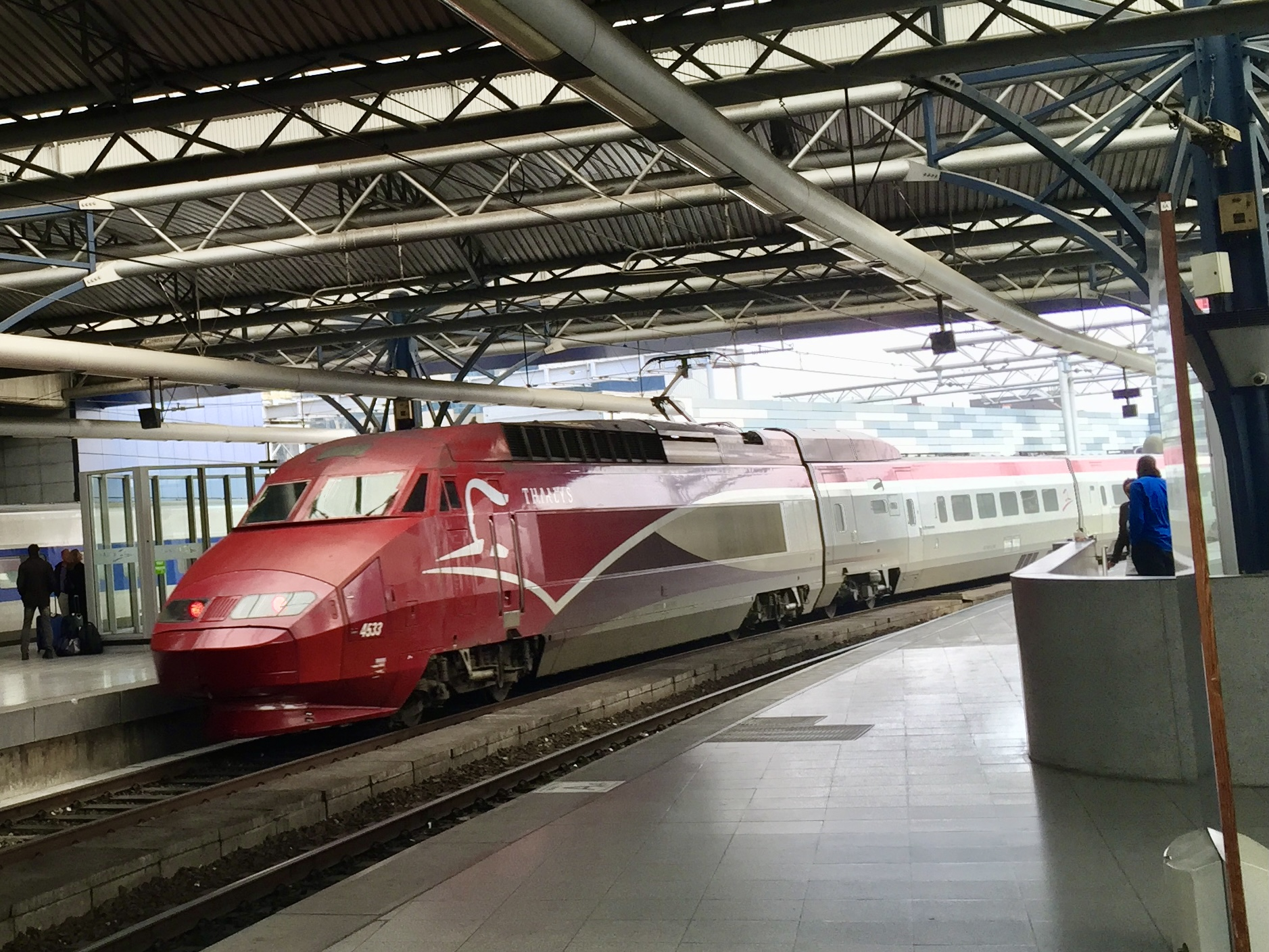
De Thalys te station Amsterdam Centraal
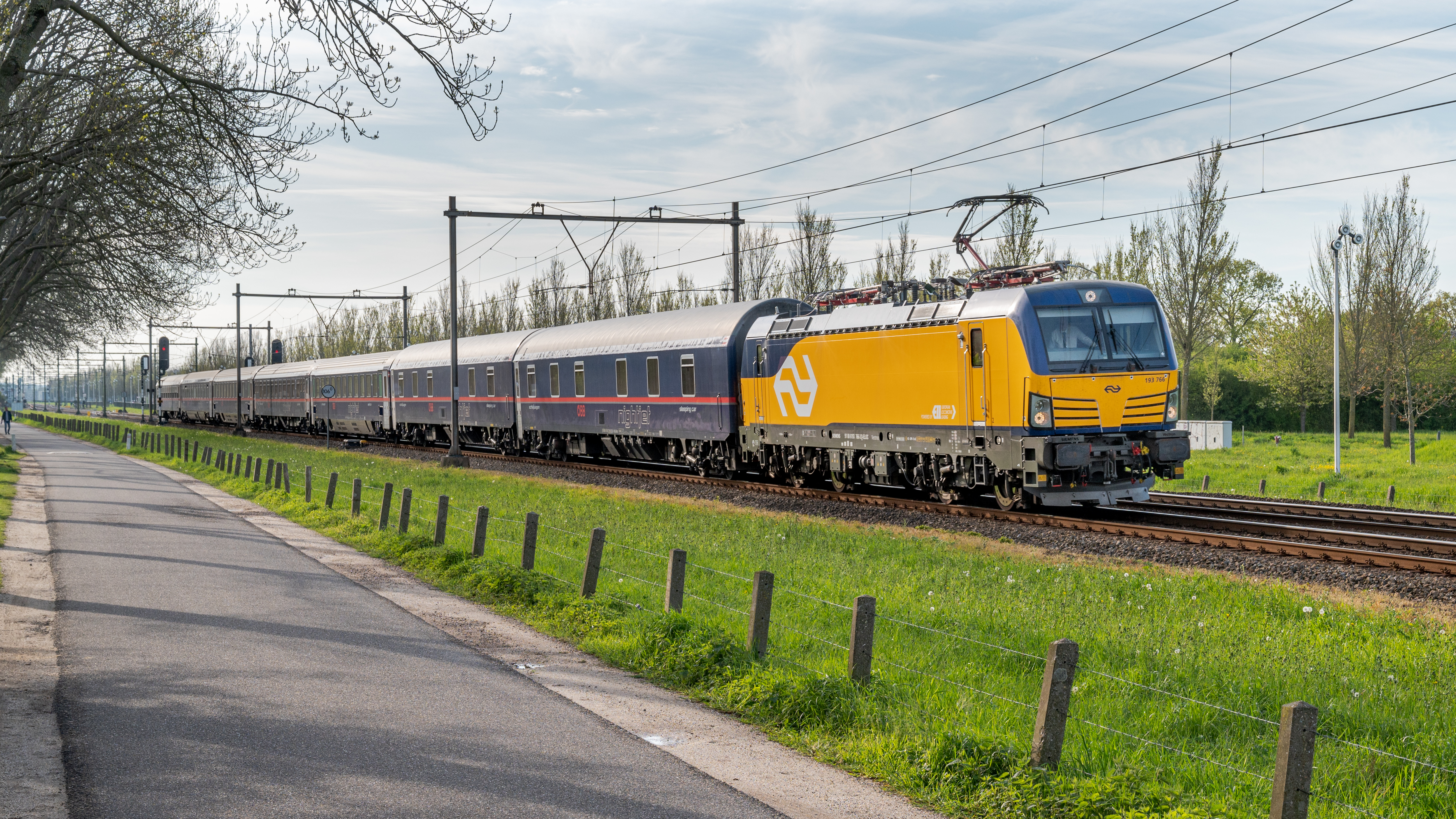
De Nightjet te Zevenaar
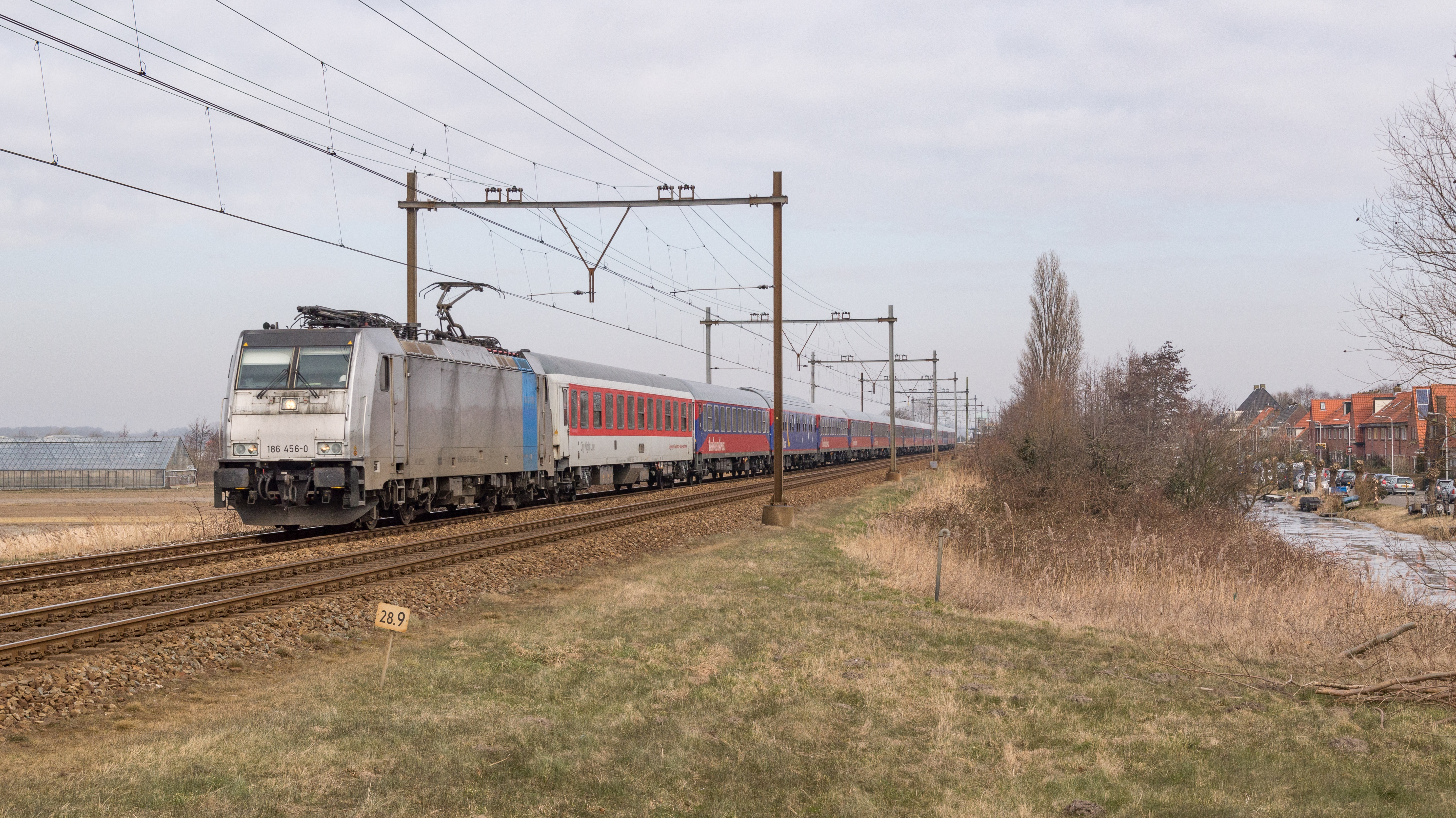
De Alpen Express te Hillegom
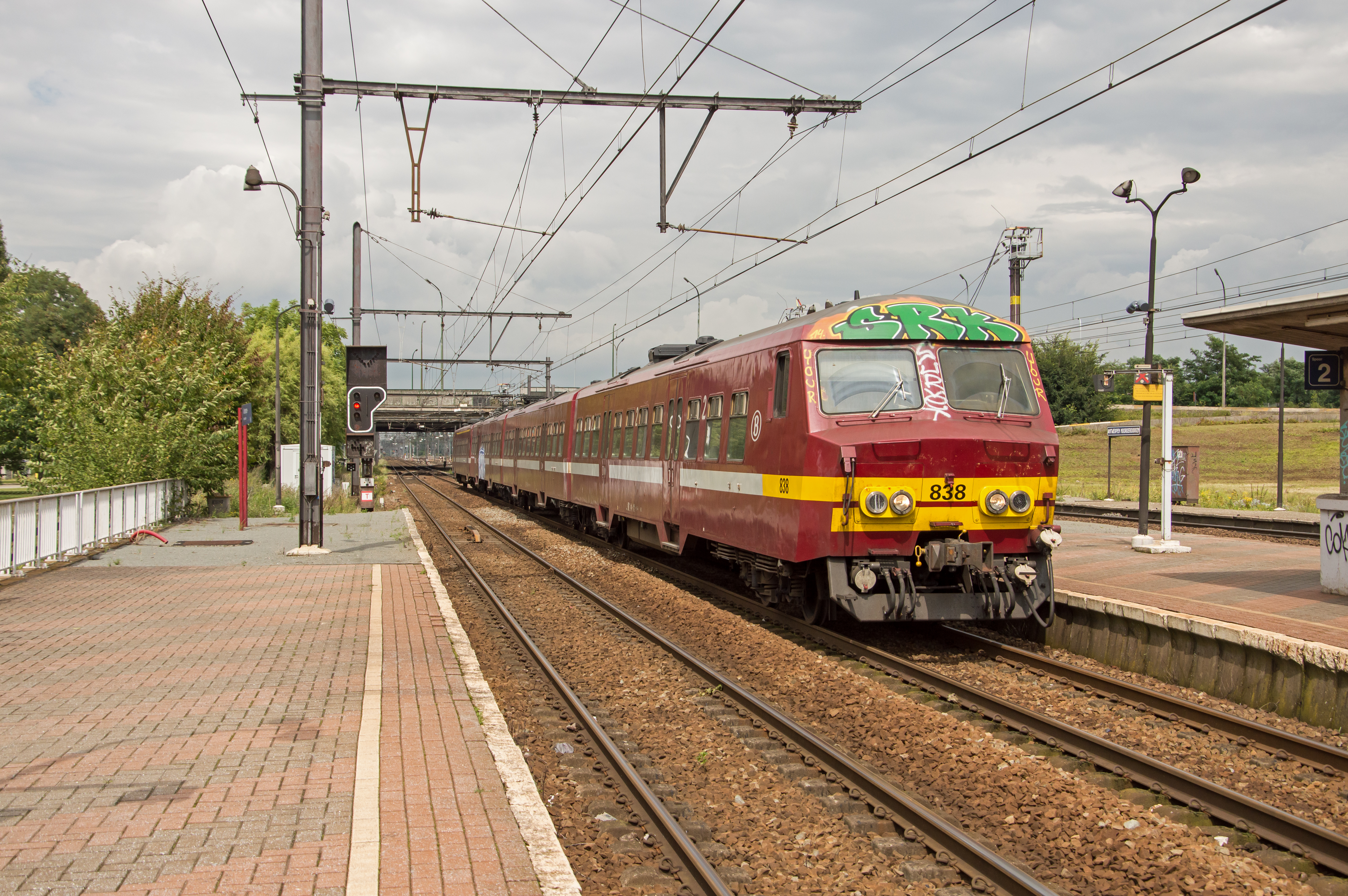
De stoptrein Roosendaal - Puurs te station Antwerpen-Noorderdokken
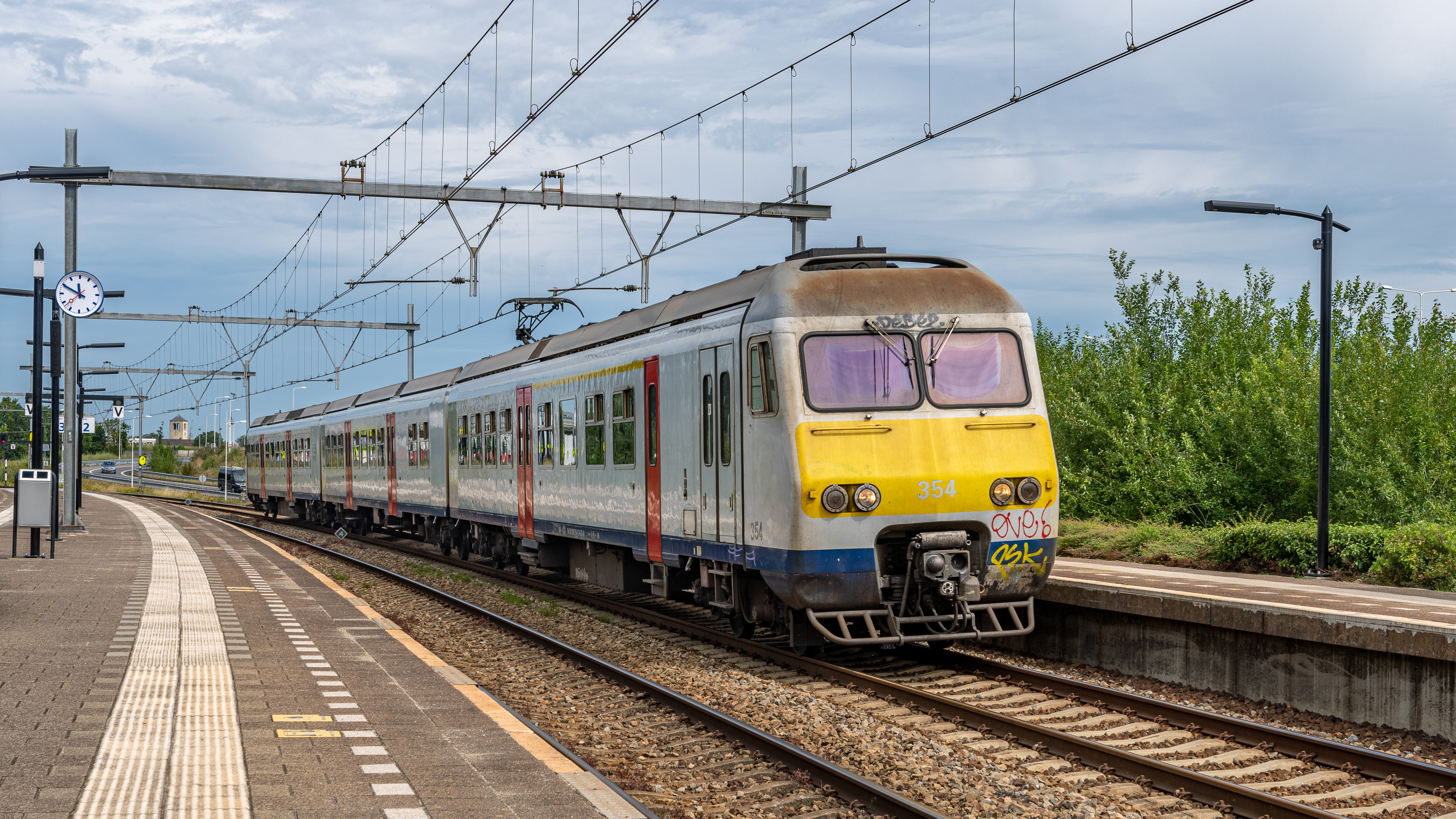
De stoptrein Maastricht - Hasselt te station Maastricht Randwyck
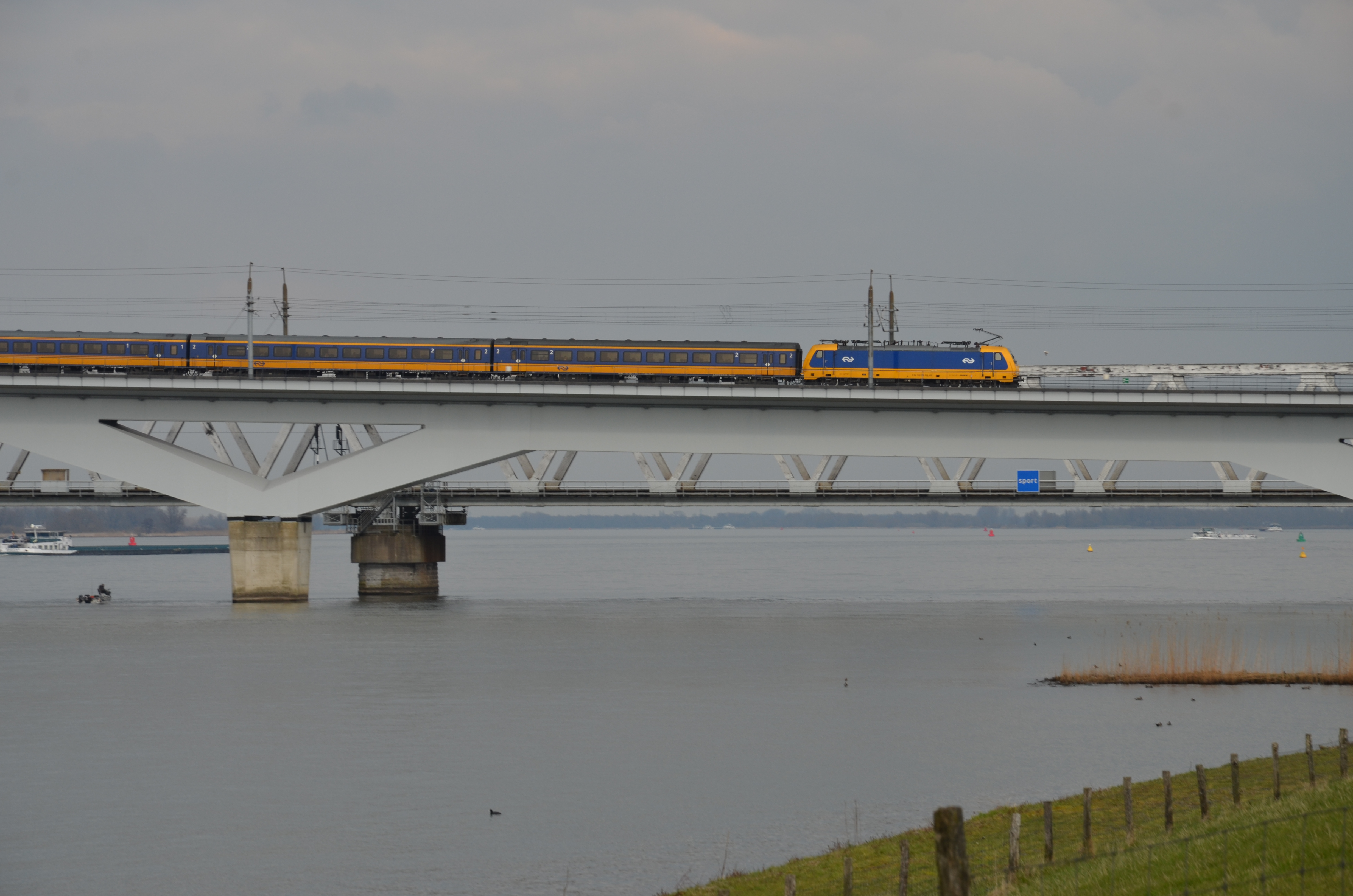
De Beneluxtrein op de Moerdijkspoorbrug
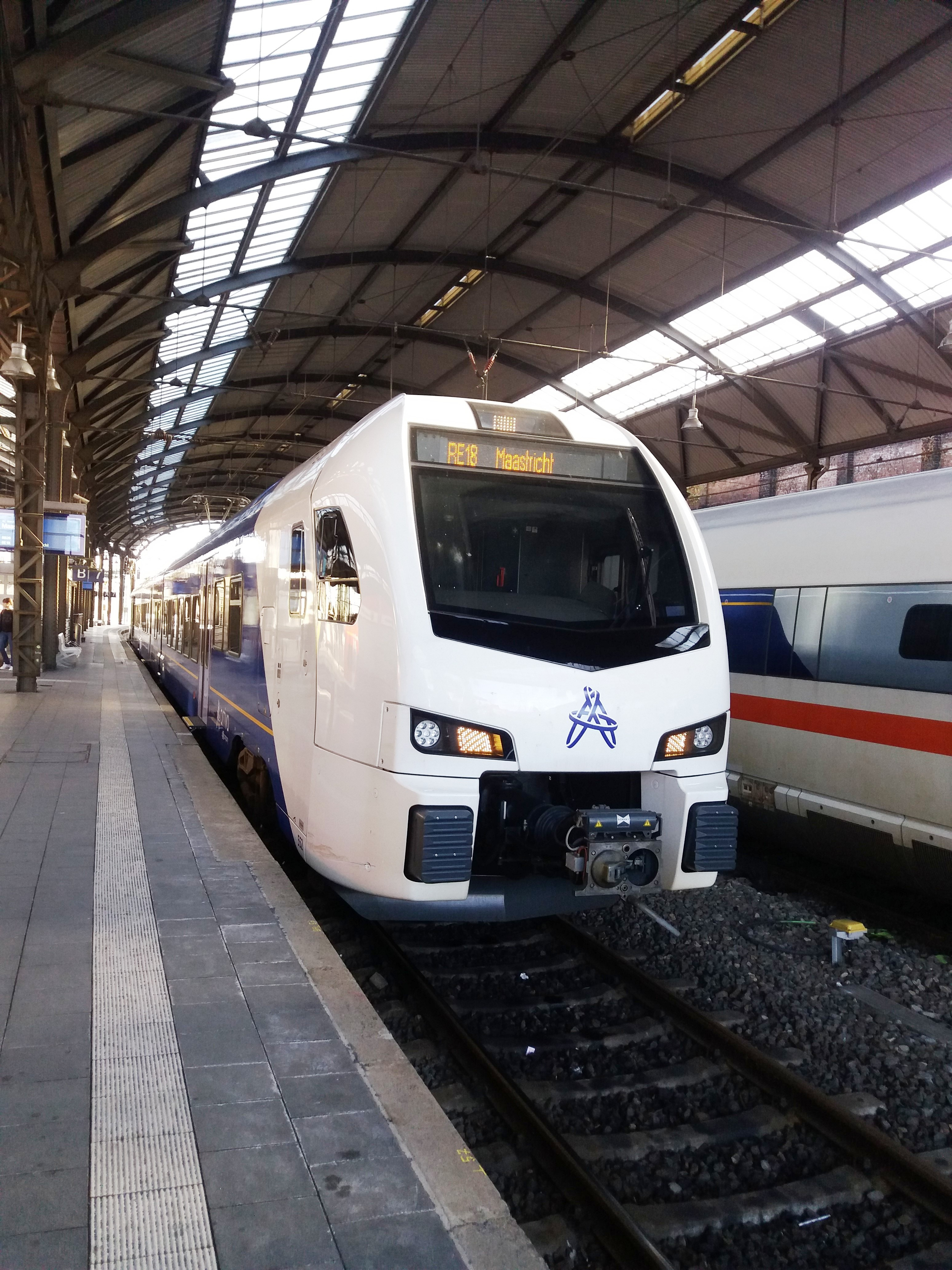
De Drielandentrein richting Maastricht te Aachen Hauptbahnhof
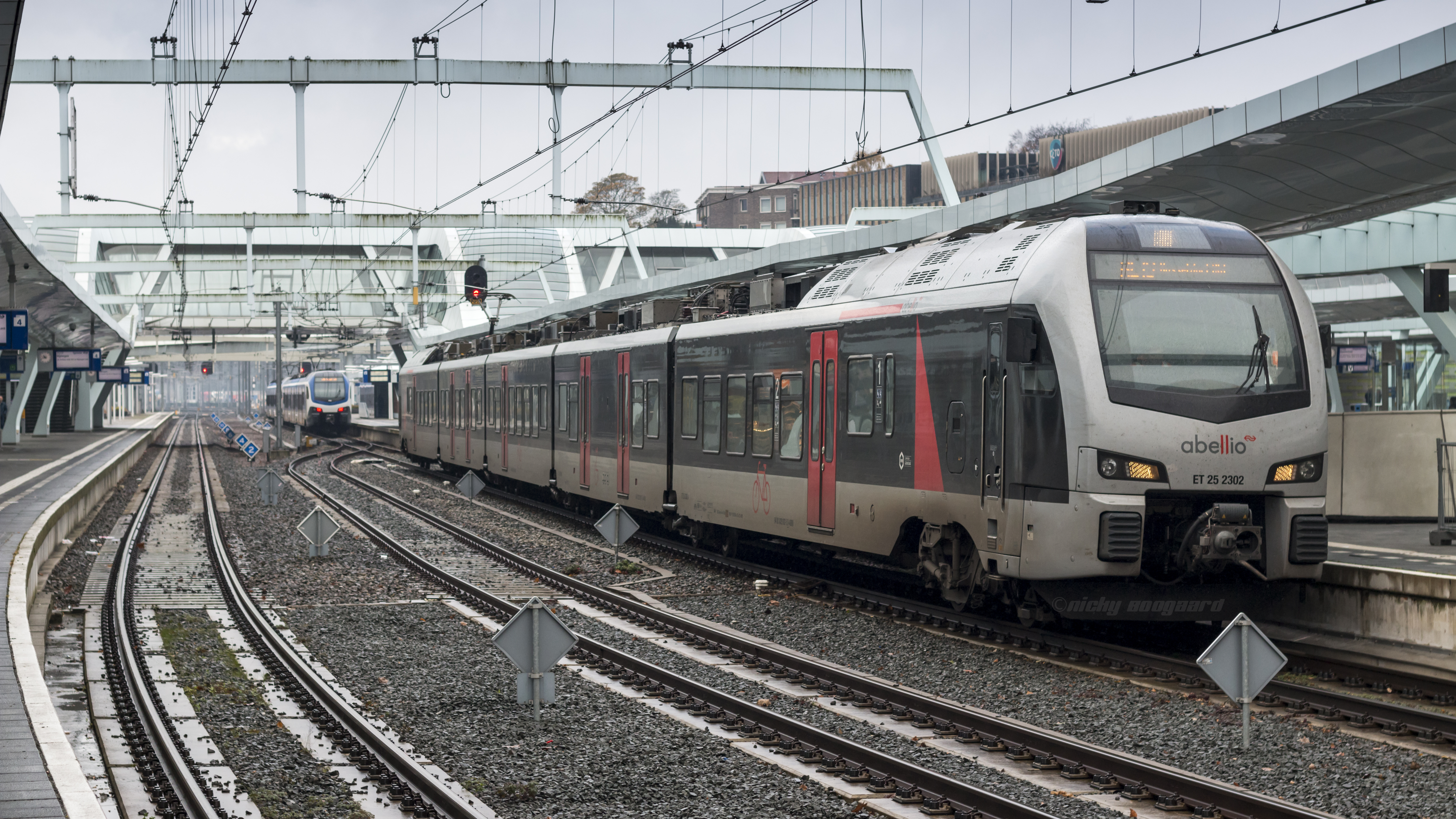
De Regional-Express Arnhem - Düsseldorf te station Arnhem Centraal
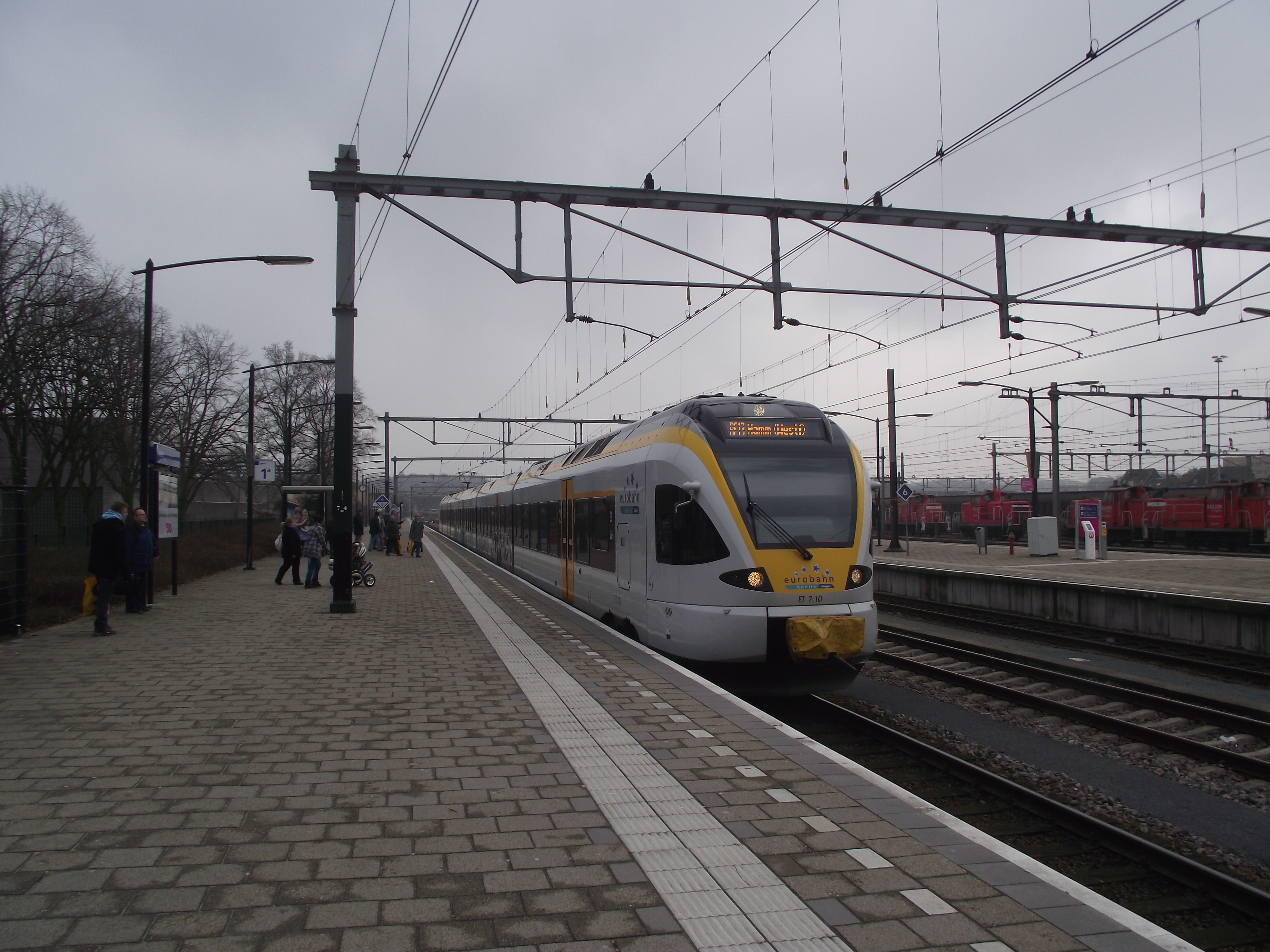
De Maas-Wupper-Express te station Venlo
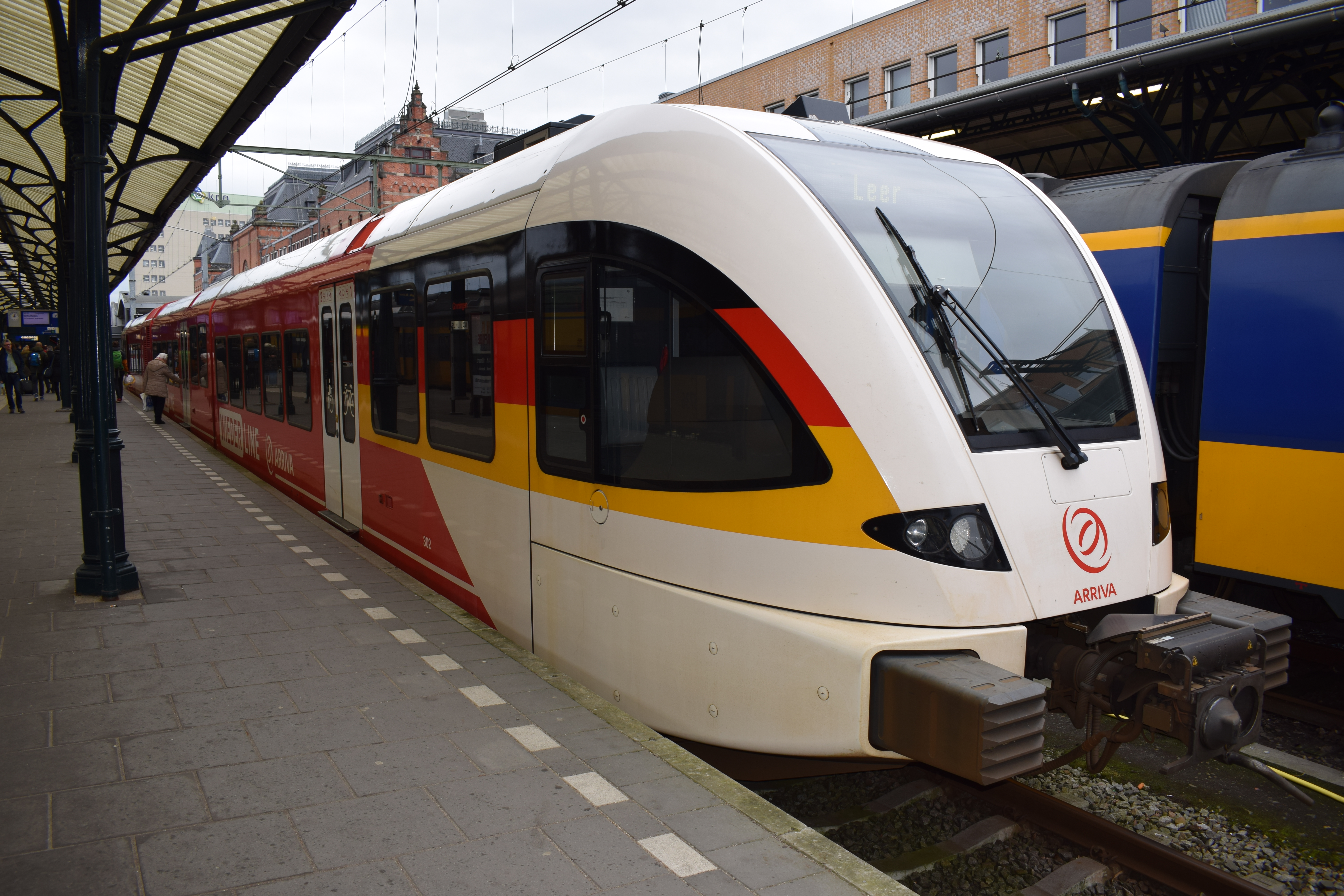
De Wiederline te station Groningen
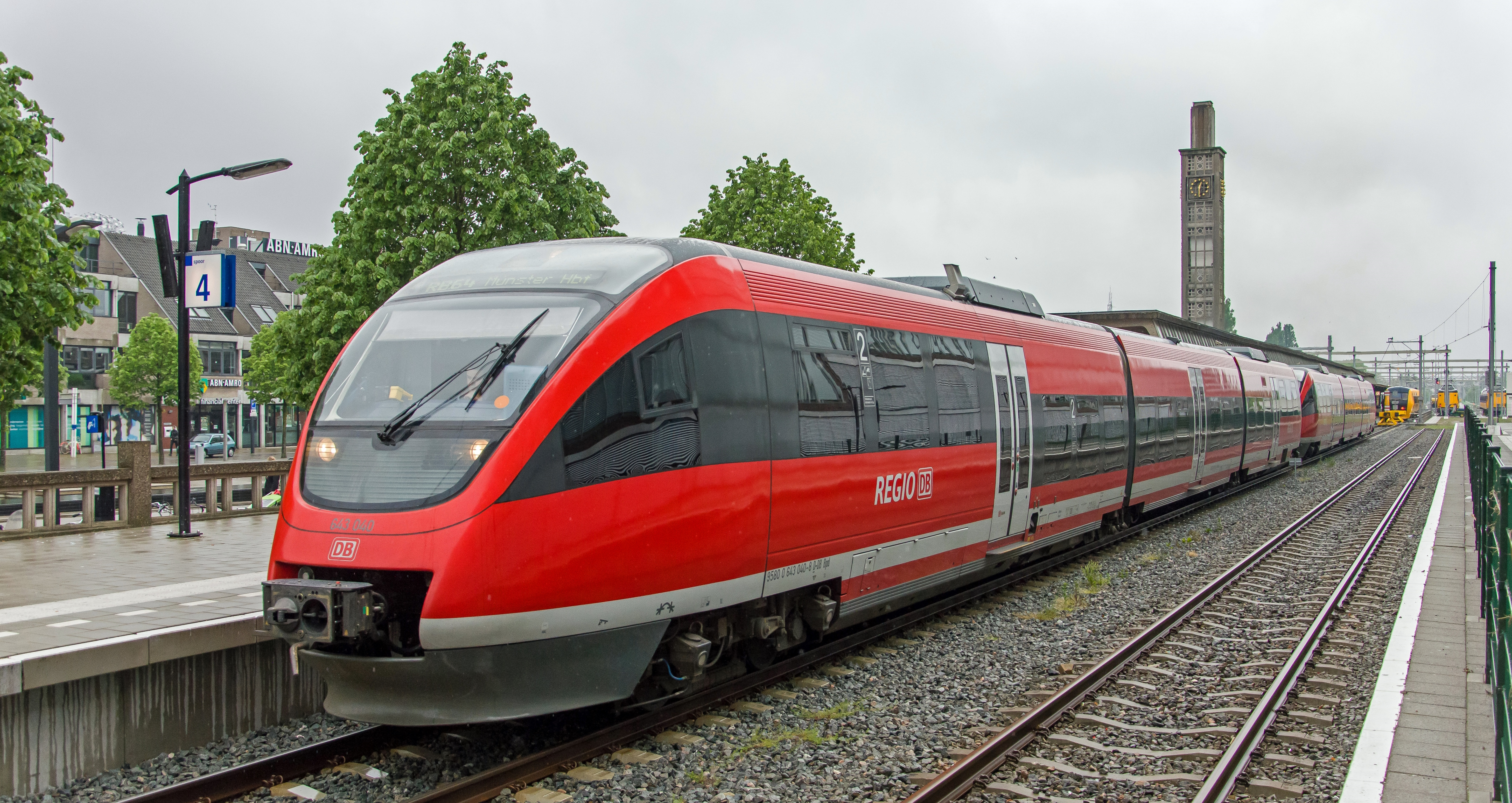
De Regionalbahn Enschede - Münster te station Enschede
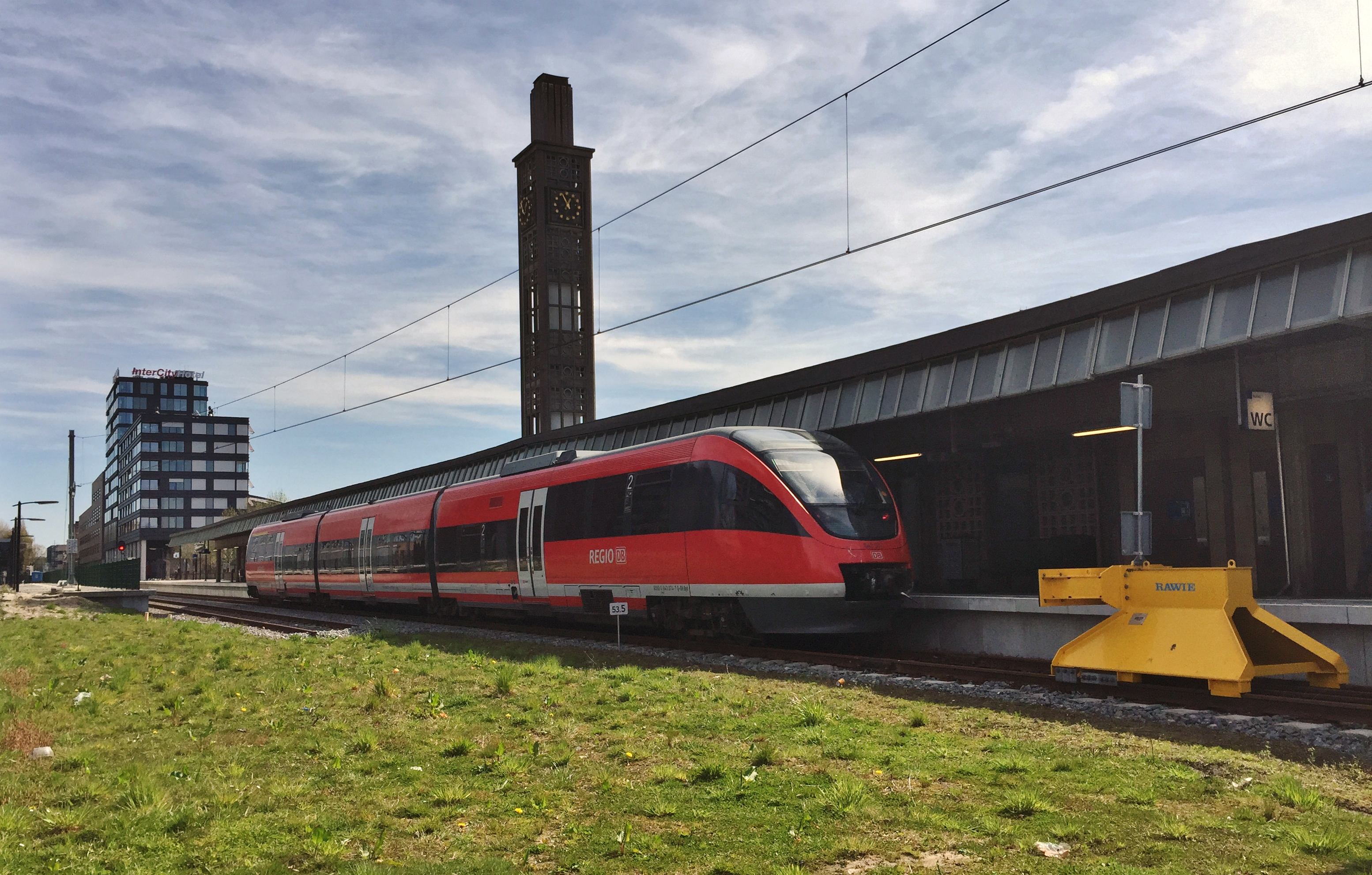
De Westmünsterlandbahn te station Enschede
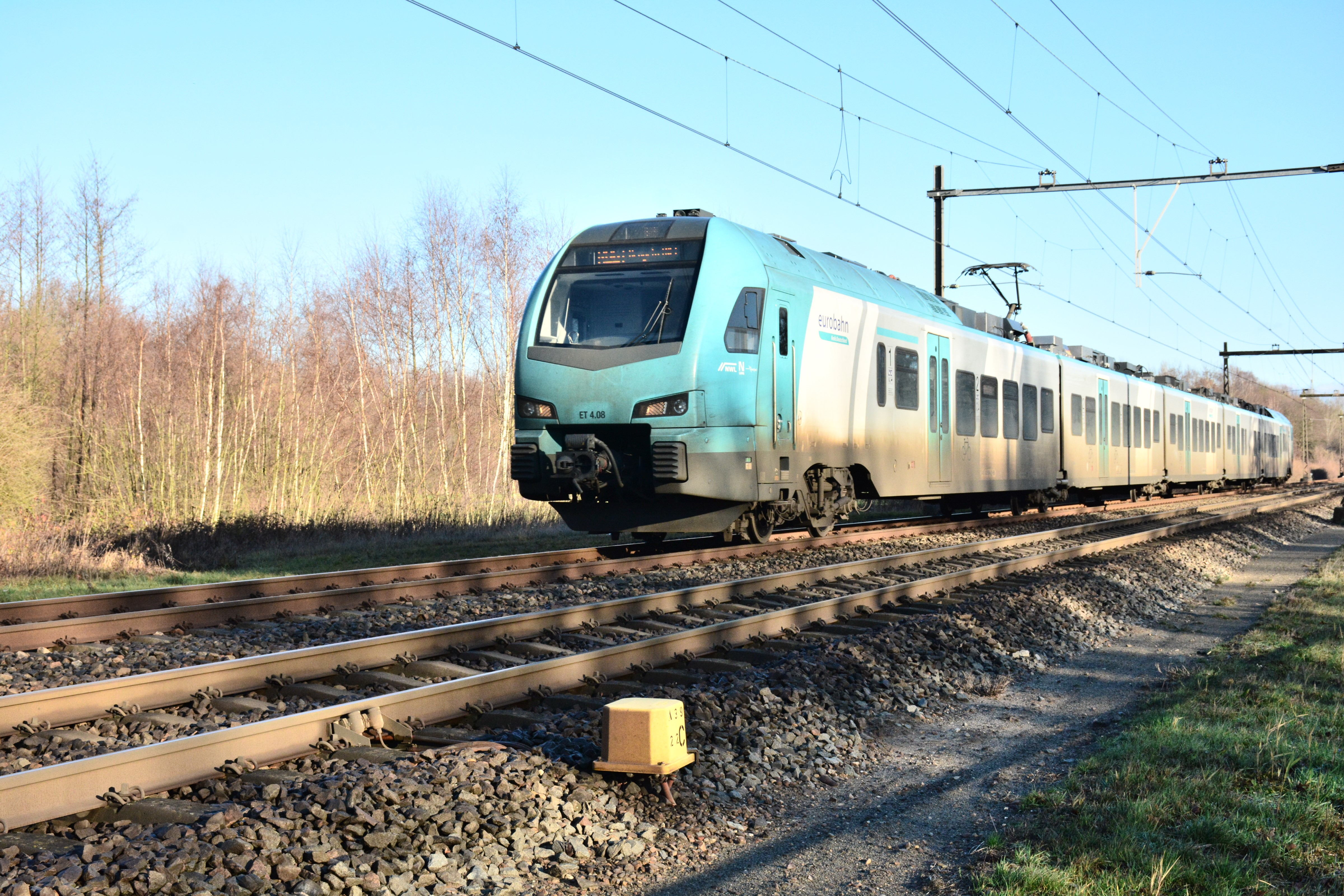
De Wiehengebirgsbahn te Hengelo